# Radermacher (stokerij)
Stokerij Radermacher (Radermacher distillerie) is een Belgische destilleerderij in de Duitstalige gemeente Raeren in de provincie Luik. De stokerij bestaat reeds sinds 1836 en is daarmee een van de oudste nog bestaande stokerijen in België.

## Geschiedenis
De stokerij werd in 1836 opgericht door landbouwer Peter Radermacher. Hij begon toen jenever te stoken van eigen tarwe. De jeneverbessen die hiervoor nodig waren, kwamen uit de buurt. Aanvankelijk was het stoken slechts een nevenactiviteit naast de landbouw. Leonard Radermacher volgde zijn vader Peter op.
Tijdens de Eerste Wereldoorlog werd de koperen apparatuur door de Duitsers in beslag genomen, maar nadien startte het bedrijf toch opnieuw. Na het overlijden van Leonard namen zijn vier zonen het bedrijf over: ze maakten jenevers en likeuren en bottelden aangekochte wijn. Tijdens de Tweede Wereldoorlog werd het bedrijf weer stilgelegd door de Duitsers, maar na de oorlog steeg de omzet sterk. In 1948 kreeg het bedrijf een officiële toestemming om te stoken. Het bijhorende landbouwbedrijf werd stopgezet en Radermacher concentreerde zich met de jaren volledig op de destilleerderij.
Lambert Radermacher, de laatste van de vier broers, overleed in 1983. Zijn vrouw nam de leiding in handen tot ook zij in 1990 overleed. Toen nam kleinzoon Bernard Zacharias het bedrijf over.
Radermacher heeft een BRC-certificaat.

## Producten

### Sterke drank
Radermacher produceert diverse soorten sterke drank: likeuren onder de naam After en Café Ardennais, verschillende Radermacher fruitaperitieven, whisky onder de naam Lambertus, citroenlikeur onder de naam Lime Plus, limoncello onder de naam Limoncello, lichte aperitieven onder de naam Maitrepierre, fruitbrandewijn op basis van appelen en peren onder de naam O D'Aubel, jenever onder de naam Peket 1938 en fruitbrandewijn onder de naam Woodberries. Het oudste product is de jenever Raerener Töpfergeist.
In 2014 begon Radermacher met het produceren van enkele producten met een bio-certificaat: 1836 Vodka en 1836 Gin.

### Bier
Radermacher laat bij brouwerij Val-Dieu ook bier brouwen: Rader Ambrée en Rader Blonde

## Erkenning
- In 2014 kregen de 1836 Vodka en Gin drie sterren op de Superior Taste Award.[7]
- In 2015 kreeg hun Lambertus Belgian pure single malt whisky twee sterren op de Superior Taste Award.[8]